# 300X
300X était une rame prototype Shinkansen exploitée par la JR Central au Japon et toujours détentrice du record de vitesse sur rail japonais. Cette rame a notamment permis le développement des Shinkansen 700.

## Caractéristiques générales
La rame 300X dérive des Shinkansen 300 qui assuraient alors les services les plus rapides. Cette rame a permis de tester de nombreuses innovations technologiques, notamment en aérodynamique. La première voiture d'extrémité adoptait un nez en bec de canard, tandis que la forme de la seconde était plus arrondie. Les pantographes étaient carénés dans une sorte de "baignoire", dans le but de diminuer les perturbations à ce niveau, en particulier au niveau du bruit. Cette dernière solution n'a pas eu de suite, contrairement au bec de canard que l'on retrouve sur les Shinkansen 700 ou E4.

## Historique
La rame 300X (officiellement Shinkansen série 955) a été livrée le 22 décembre 1994 et commença ses essais en mai 1995 sur la ligne Shinkansen Tōkaidō entre Maibara et Kyōto.
Le 21 septembre 1995, la rame atteignit la vitesse de 354,1 km/h, puis 426,6 km/h le 11 juillet 1996, s'emparant alors du record de vitesse sur rail au Japon. Deux semaines plus tard, la rame 300X fit une pointe à 443,0 km/h, record national toujours en vigueur.
La rame a été réformée en janvier 2001. Les deux voitures d'extrémité ont été préservées, l'une à Maibara et l'autre au SCMaglev and Railway Park à Nagoya.

## Photos

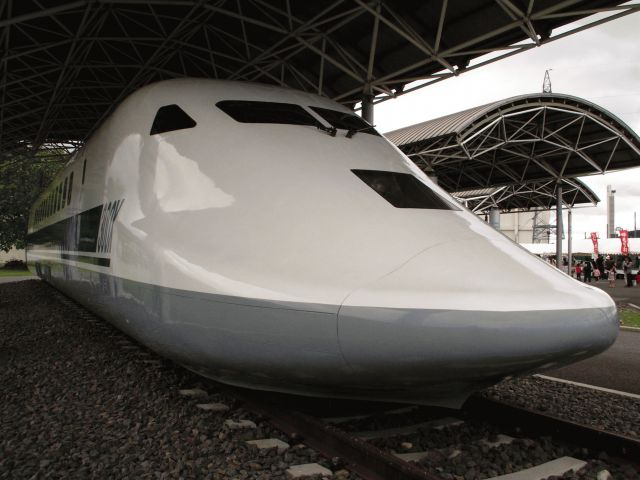
300X (première face, préfigurant celle du Shinkansen 700)
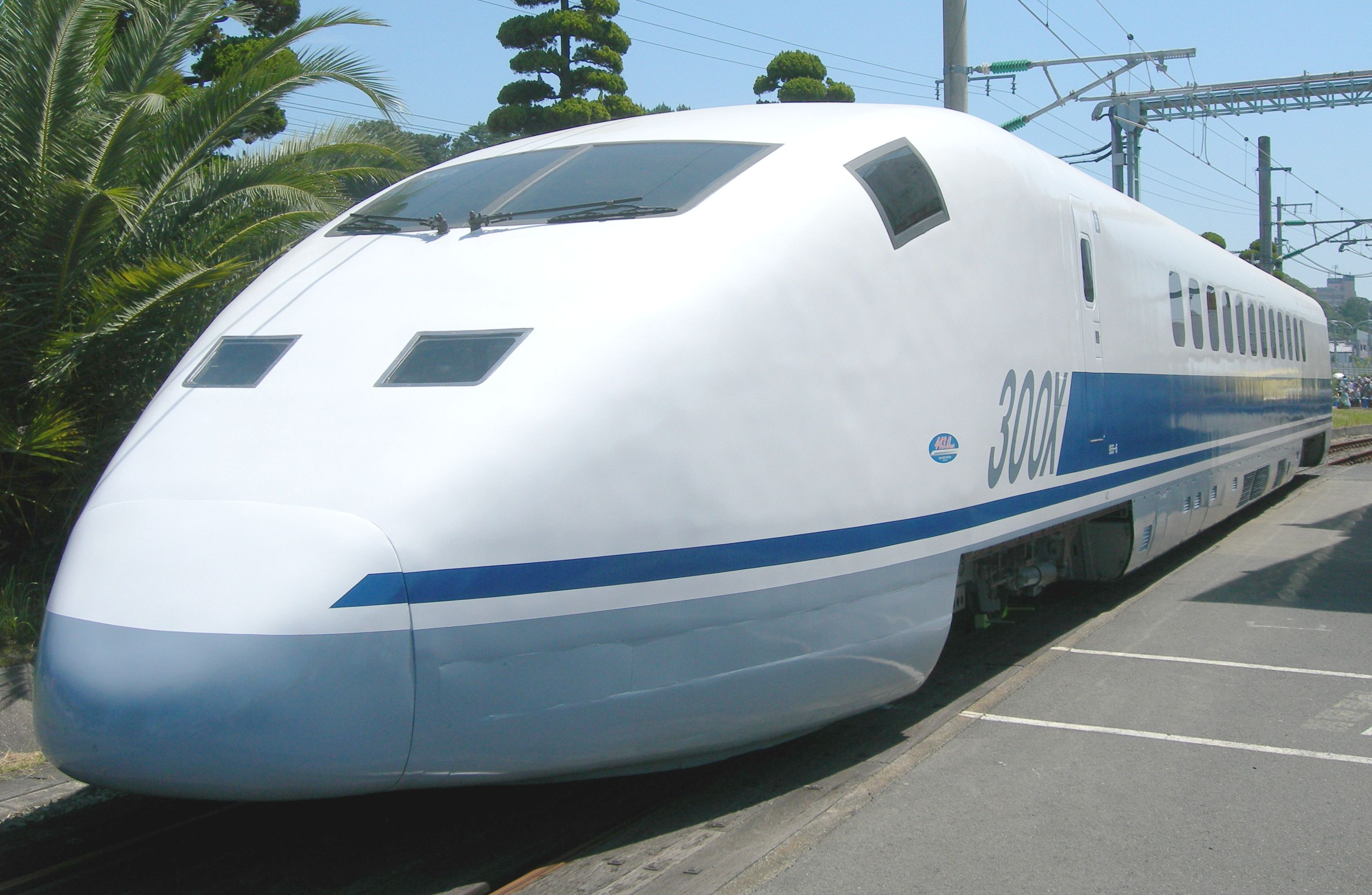
300X (seconde face)
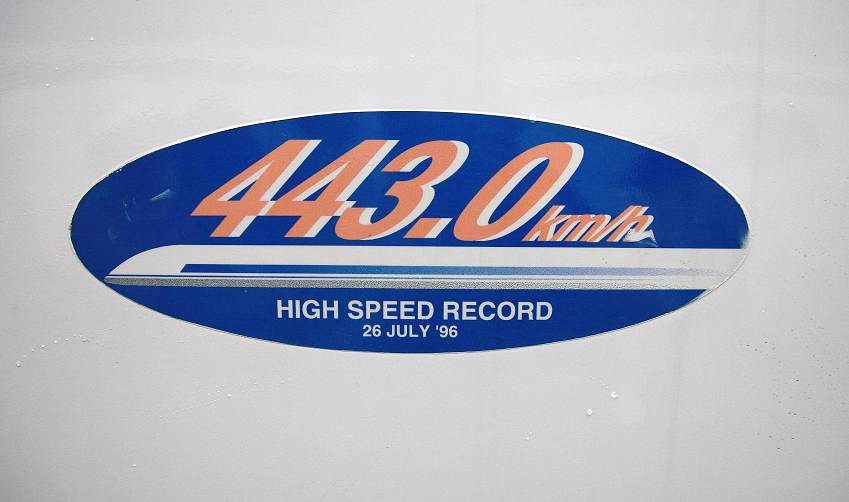
Autocollant du record de vitesse